# Óriásvirágfélék
Az óriásvirágfélék (rafléziavirágúak, Rafflesiaceae) a  zárvatermők (Magnoliophyta) közé tartozó valódi kétszikűek (eudicots) Malpighiales rendjének egyik  családja. A családot és annak típusnemzetségét is az egykori brit gyarmat, Szingapúr alapítójáról nevezték el. Sir Stamford Rafflest Délkelet-Ázsiába elkísérte a botanikus Joseph Arnoldi. Kettejük családnevét egyesíti a Föld legnagyobb ismert virágának tudományos fajneve: Rafflesia arnoldii.
A fajok többsége ritka és veszélyeztetett.

## Származásuk, elterjedésük

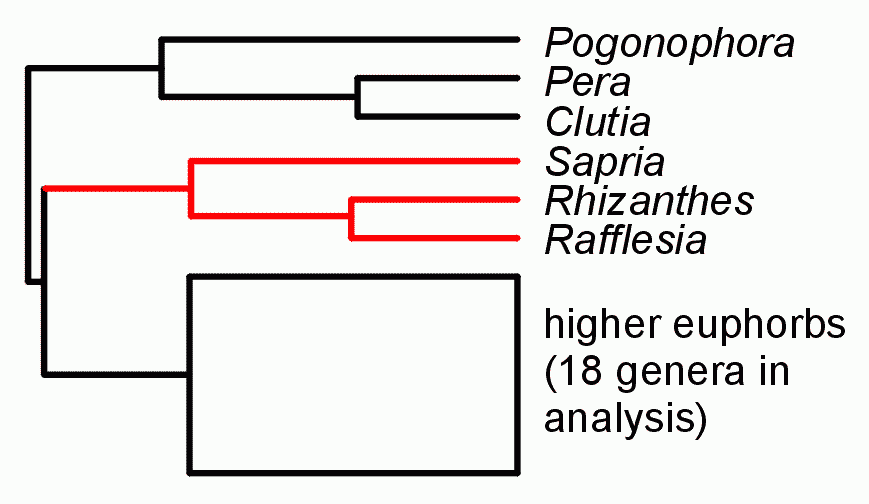
Rendszertani helyzetük Davis et al. (2007) szerint

Erősen redukált felépítésük miatt rendszertani besorolásuk sokáig bizonytalan volt. A hagyományos rendszertanokban (pl. Cronquist-rendszer, Tahtadzsján-rendszer, Borhidi-rendszer, Dahlgren-rendszer, Thorne-rendszer) a Rosidae (rózsaalkatúak) alosztályának óriásvirágúak (rafléziavirágúak, Rafflesiales) rendjébe vonták össze az élősködő növények három, hasonlóan redukált családját:
- óriásvirágfélék (Rafflesiaceae) — 7 nemzetséggel,
- Mitrastemonaceae — egyetlen nemzetség (Mitrastemon) két fajával,
- Hydnoraceae — 2 nemzetséggel.

Ez a taxon parafiletikusnak bizonyult, ezért a molekuláris biológia eredményein alapuló APG III rendszertan megszüntette; a három családot különböző kládokba sorolták be, illetve át. Jelentősen ingadozik a nemzetségek száma és besorolása. Külön, Apodanthes családba különítették el és a  tökvirágúak (Cucurbitales) rendjébe soroltak át két nemzetséget: a monotipikus Apodanthát (Apodanthes) és a 10 fajt számláló Pilostylost.
Davis et al. (2007) szerint a (tágabb értelemben vett) kutyatejfélék (Euphorbiaceae) egyik alcsaládjának tekinti őket a konszenzussal idesorolt három nemzetséggel.
Természetes élőhelyeik az óvilági trópusok (főleg Afrika és Délkelet-Ázsia).

## Megjelenésük, felépítésük
Kétlaki növények redukált vegetatív és lassan hatalmasra fejlődő szaporító szervekkel. A vegetatív szervek néhány, a gazdanövény szöveteiben húzódó fonalszerű sejtsorrá csökevényesedtek.

## Életmódjuk, termőhelyük
Más növényeken, jellemzően fákon élősködnek. Nincs klorofilljuk, tehát nem fotoszintetizálnak: minden tápanyagot fonalaik vesznek fel a gazdanövény nedveiből.
Miután bimbóik áttöri a gazdanövény kérgét, mintegy 10 hónap alatt nőnek meg teljes méretükre, és csak néhány napig nyílnak. Jellemzően döglegyek porozzák be őket; csalogatásukra a húsos szirmok a rothadó húséhoz hasonló bűzt árasztanak.

## Felhasználásuk
Sok bimbót leszednek a népi gyógyászathoz vagy különleges csemegét készítenek belőlük.